# 雷諾瓦撞擊坑
雷諾瓦撞擊坑（英語：Renoir）是一個位於水星的撞擊坑，直徑219.88公里，座標橫跨15.71-20.87°S, 49.18-54.61°W。1976年國際天文學聯合會以法國畫家皮耶-奧古斯特·雷諾瓦命名該撞擊坑。

## 地質
雷諾瓦撞擊坑是一個環峰盆地，在水星上還有數個類似的撞擊盆地，包含拉德特拉迪盆地和拉赫曼尼諾夫撞擊坑。雖然這些盆地在水星上相對年輕，但雷諾瓦撞擊坑是水星上這類撞擊坑中最老的。因為雷諾瓦撞擊坑較年老，因此在坑內可以看到較多地质构造的痕跡，以及內部比其他環峰盆地更多的撞擊坑。因此雷諾瓦撞擊坑被認為形成於水星歷史中隕石撞擊最高峰期的末期，在水星年代屬於科伊伯紀。在分類上雷諾瓦撞擊坑屬於多環盆地。雷諾瓦撞擊坑內有一個高反照率的區域，被認為是火山活動的遺跡。該撞擊坑和拉赫曼尼諾夫撞擊坑都是水星上環峰內有高反照率區域的撞擊盆地。
雷諾瓦撞擊坑內有一個同心圓環結構，因此它屬於「同心環撞擊盆地」。它內部的環結構相當明顯，不過類似的撞擊盆地通常其外環會比內環更加明顯。類似雷諾瓦撞擊坑的撞擊盆地在其內部和周圍區域都有深谷存在。水星和其他類地行星相較之下較小的半徑和較低的質量代表了它的撞擊盆地（例如雷諾瓦撞擊坑和羅丹撞擊坑）比其他類地行星大；因此，在月球等質量和體積比水星更小天體上的多環撞擊盆地，例如月球的赫茨普龍環型山和東方海的直徑都較水星上的更大。